# Гусейнов Григорій Джамалович
Григо́рій Джама́лович Гусе́йнов (нар. 23 серпня 1950, м. Помічна Кіровоградської області) — український письменник, журналіст україно-азербайджанського походження. Редактор літературного часопису «Кур'єр Кривбасу», Член Національної спілки письменників України (з 1996). Лауреат Національної премії України імені Тараса Шевченка.

## Життєпис
Закінчив філологічний факультет Одеського державного університету (1976—1982).
Працював теслею, був залізничником.
1979—1981 — відповідальний секретар газети «Радянська правда» в місті Вознесенськ Миколаївської області.
1981—1994 — кореспондент, завідувач відділу пропаганди, відповідальний секретар міської газети «Червоний гірник», Кривий Ріг.
Нині — головний редактор журналу «Кур'єр Кривбасу».
Член Комітету з Національної премії України імені Тараса Шевченка (з грудня 2016 по грудень 2019).

## Творчість
Автор прозових книжок «Незаймані сніги», «Чаша ювеліра Карла Фаберже», «Станційні пасторалі», «На землі на рідній…» (у восьми томах), «Господні зерна» (в десяти томах), «Сповідь дитинства», «Піщаний Брід та його околиці», «Друга соната», «Одіссея Шкіпера та Чугайстра».
За його редакцією 1997 року вийшла книжка найстарішого українського письменника Івана Шаповала «Козацький батько» (Кривий Ріг), присвячена постаті історика Дмитра Яворницького.
Підготував до друку антологію поезії «Крицевий край» (у трьох книгах). У восьмитомнику «На землі, на рідній… Легенди та перекази Криворіжжя» (2000—2005) уперше зібрав народні оповідання, перекази про минуле Придніпров'я. Це видання є однією з найґрунтовніших розвідок в окремо узятому регіоні України; найповніше в степовому краї.

## Громадська діяльність
Був ініціатором створення Товариства азербайджанської культури в Кривому Розі.

## Нагороди
Лауреат премій:
- премія імені Івана Огієнка (1996)
- «Благовіст» (2000)
- Премія фундації Антоновичів (США, 2002)
- премія імені Володимира Ястребова (2002)
- премія імені Володимира Винниченка (2003)
- премія імені Валер'яна Підмогильного (2004)
- премія імені Василя Стуса (2005)
- Національна премія України імені Тараса Шевченка (2006)
- премія Ліги меценатів імені Є.Чикаленка (2011)
- Премія Валерія Шевчука[5] (2015)